# Impenetrabilidad
En física, la impenetrabilidad (de impenetrable) es la resistencia que opone un cuerpo a que otro ocupe su lugar en el espacio: ningún cuerpo puede ocupar al mismo tiempo el lugar de otro.

## Causas de la impenetrabilidad física

### Materia ordinaria
Debe notarse que la impenetrabilidad se refiere a la capacidad de la materia ordinaria para no ser penetrada por fragmentos de materia ordinaria. Esto es importante ya que por ejemplo la materia ordinaria puede ser fácilmente traspasada por partículas de materia no-ordinaria como los neutrinos, que pueden atravesar grandes capas de materia sin interaccionar con ella.
Volviendo al caso de la materia ordinaria, la impenetrabilidad depende del principio de exclusión de Pauli por el cual los electrones, como partículas fermiónicas que son, se ven obligados a ocupar diferentes capas, con lo cual hacen que un átomo estable sea una estructura con amplia extensión en el espacio. Cuando dos fragmentos de materia ordinaria se aproximan entre sí, los respectivos átomos se acercan, pero debido a la restricción impuesta por el principio de Pauli, sus nubes electrónicas no pueden interpenetrarse de lo que resulta una repulsión efectiva. Esta es en último término la causa de la impenetrabilidad de la materia ordinaria.

### Estrellas de neutrones y agujeros negros
En las enanas blancas muy masivas, con una masa por encima del llamado límite de Chandrasekhar, las presiones pueden ser tan formidables que los átomos son "comprimidos" traspasando los límites de impenetrabilidad del principio de exclusión de Pauli. Esa compresión alcanza tal punto que la reacción nuclear de "absorción" de electrones por protones para dar neutrones:

{\displaystyle e^{-}+p^{+}\to n^{0}}

usualmente desfavorecida a presiones ordinarias, se haga cada vez más probable. Eso hace que la materia de esas estrellas deje de ser impenetrable por el mismo mecanismo que la materia ordinaria. El colapso hacia el estado de estrellas de neutrones tiene el efecto de aumentar el volumen disponible por fermión, y permitir colapsar una enana blanca en un objeto mucho más compacto, la estrella de neutrones.
La materia de las estrellas de neutrones también es "impenetrable", aunque no por el principio de exclusión de Pauli aplicado a los electrones, sino por la misma propiedad de exclusión que poseen los neutrones (que aun siendo eléctricamente neutros y careciendo de fuerzas de repulsión electromagnéticas) en conjunto forman otro tipo de materia impenetrable. Sin embargo, también la impenetrabilidad de las estrellas de neutrones puede perderse si la masa de la estrella colapsada tiene una masa superior a la masa crítica para formar un agujero negro. En ese caso la exclusión espacial entre neutrones podría no ser capaz de contener las presiones y se formaría un agujero negro. En principio los agujeros negros no contienen materia impenetrable en equilibrio mecánico.